# Anthomyza orthogibbus
Anthomyza orthogibbus is een vliegensoort uit de familie van de Anthomyzidae. De wetenschappelijke naam van de soort werd voor het eerst geldig gepubliceerd in 2016 door Roháćek en Barber.